# Big Lurch
Big Lurch, de son vrai nom Antron Singleton, né le 15 septembre 1976 à Fort Worth dans le Texas, est un rappeur américain. Il est membre du groupe Cosmic Slop Shop avec Rick Rock et Doonie Baby. Il est condamné à perpétuité en 2003 pour avoir tué une femme de 21 ans et avoir mangé ses poumons, sous l'effet de phéncyclidine. Son premier album studio intitulé It's All Bad est sorti le 16 mars 2004, soit quatre mois après son incarcération.

## Meurtre
Le 10 avril 2002, Singleton assassine la jeune Tynisha Ysais dans son appartement à Los Angeles.
La victime a été retrouvée morte dans son appartement par un ami. Sa poitrine avait été déchirée et une lame de trois pouces a été trouvée cassée dans son omoplate. Des marques de morsure ont été trouvées sur son visage et sur ses poumons qui avaient été arrachés de sa poitrine. Singleton a été retrouvé par la police, nu, couvert de sang, debout au milieu de la rue, regardant le ciel.
Un examen médical effectué peu de temps après sa capture a trouvé de la chair humaine qui ne lui appartenait pas, dans son estomac. Le petit-ami de la victime a admis avoir consommé de la PCP avec le rappeur, la veille du meurtre.
Le 7 novembre 2003, Singleton est condamné à perpétuité pour meurtre et mutilation aggravée.